# Катовице-Лигота
Катовице-Лигота (пол. Katowice Ligota) — узловая железнодорожная станция в городе Катовице (расположена в дзельнице Лигота), в Силезском воеводстве Польши. Имеет 2 платформы и 4 пути.
Пассажирская и грузовая станция построена в 1852 году, когда эта территория была в составе Королевства Пруссия.